# Jardín botánico de Maui Nui
El Jardín botánico de Kula (en inglés: Maui Nui Botanical Gardens o también conocido como Maui Zoological and Botanical Gardens) es un jardín botánico de 7 acres (28,328 m²) de extensión en Kahului, Maui, Hawái. 

## Localización
Se ubica en una antigua duna costera, en la parte noreste de la isla de Maui.
Maui Nui Botanical Gardens, 150 Kanaloa Avenue, Kahului, Maui county, Maui, Hawái HI 96732 United States of America-Estados Unidos de América.
Planos y vistas satelitales.20°53′35.12″N 156°29′9.6″O / 20.8930889, -156.486000
Abierto de lunes a sábados. La entrada es libre.

## Historia
Los jardines fueron creados en 1976 por Rene Sylva dentro de un sistema de dunas costeras. 
Se centran principalmente en la conservación de plantas nativas de los bosques tropicales secos de Hawái y las zonas costeras de la región de Maui Nui (Maui, Molokai, Lanai, y Kahoolawe).

## Colecciones
El jardín botánico contiene una buena colección de plantas introducidas de la Polinesia. 
En la actualidad, en sus cultivos se encuentran algunas de las 40 variedades de caña de azúcar, 15 variedades de batatas, y 20 de las 60 variedades conocidas de taros.
El jardín botánico incluye un invernadero y umbráculo para la propagación de plantas, mesas de pícnic, un parque infantil y baños.